# دوور (ماساچوست)
دوور، ماساچوست
دوور(به انگلیسی: Dover) شهرکی در شهرستان نورفولک ایالت ماساچوست می‌باشد که در سال ۱۸۳۶ بنیان‌گذاری شده‌است. این شهرک در سرشماری سال ۲۰۱۰ میلادی، ۵٬۵۸۹ نفر جمعیت داشته‌است.